# Unkana testacea
Unkana testacea är en insektsart som först beskrevs av Matsumura 1900.  Unkana testacea ingår i släktet Unkana och familjen sporrstritar. Inga underarter finns listade i Catalogue of Life.